# Notocrambus
Notocrambus là một chi bướm đêm thuộc họ Crambidae.

## Các loài
- Notocrambus cuprealis (Hampson, 1907)
- Notocrambus holomelas Turner, 1922